# چادبوورن (کارولینای شمالی)
چادبوورن (به انگلیسی: Chadbourn) شهری در ایالت کارولینای شمالی کشور ایالات متحده آمریکا است که جمعیت آن در سرشماری سال ۲۰۱۰ میلادی، ۱٬۸۵۶ نفر بوده‌است.